# Тедді Дакворт
Томас Крук «Тедді» Дакворт (англ. Thomas Crook Duckworth, 1882) — англійський професійний футболіст і тренер. Як гравець він був правим інсайдом. Грав за «Блекпул», «Вест Гем Юнайтед» і «Блекберн Роверз». Як тренер став чемпіоном Швейцарії з клубом «Серветт», а також срібним призером Олімпійських ігор 1924 року зі збірною Швейцарії.

## Ігрова кар'єра
Народився в Блекпулі. Почав свою кар'єру в рідному клубі в 1902 році. Під час сезону 1902-03 років зіграв десять матчів у Лізі, забив три голи. Сезон 1903—1904 років він почав у «Вест Гемі», а потім знову виступав за «Блекберн Роверс» у рідному Ланкаширі. Зігравши лише один матчу в Лізі за «Роверс», повернувся у «Блекпул» наприкінці сезону 1904–05, але не грав жодного разу. В наступному сезоні провів 24 матчі в Лізі та забив два голи, перш ніж завершити свою коротку кар'єру.

## Тренерська кар'єра
Після завершення кар'єри гравця та участі в Першій світовій війні Дакворт тренував швейцарський клуб «Серветт» між 1921 і 1929 роками, а також ненадовго в 1930 році. Чемпіон Швейцарії 1922 року. Влітку 1930 року очолював «Серветт» в матчах Кубка Націй. Це престижне футбольне клубне змагання було організоване клубом «Серветт» на честь відкриття стадіону «Стад-де-Шарміль». Запрошення отримали 12 провідних футбольних федерацій Європи того часу. Відмовились Англія і Португалія, а інші десять країн делегували своїх представників, причому, діючих чемпіонів або володарів національних кубків (винятком стала лише Іспанія, яку представляв «Реал Уніон», що став шостим у чемпіонаті, але цей клуб був підсилений кількома гравцями з інших іспанських команд). В першому раунді «Серветт» розгромно програв австрійській «Вієнні» з рахунком 0:7. Але формат змагань був таким, що команди, які поступились у першій грі, потрапляли в додатковий раунд. Господарі обіграли бельгійський «Серкль» (Брюгге) з рахунком 2:1 і вийшли в чвертьфінал, де переграли сильну італійську «Болонью» — 4:1. В півфіналі «Серветт» поступився з рахунком 0:3 угорському «Уйпешту», майбутньому чемпіону. В матчі за 3 місце швейцарці вдруге програли з великим рахунком «Вієнні» — 1:5.
Також тренував збірну Швейцарії на літніх Олімпійських іграх у 1924 (де команда стала срібним призером) і 1928 .
Пізніше тренував французькі команди «Сент-Етьєн» (1934—1935 і 1936—1940) та «Ліон» (1945—1946).